# 2004 HD79
2004 HD79, também escrito como 2004 HD79, é um objeto transnetuniano (TNO) que está localizado no cinturão de Kuiper, uma região do Sistema Solar. Ele é classificado como um cubewano. O mesmo possui uma magnitude absoluta de 5,7 e tem um diâmetro com cerca de 319 km. O astrônomo Mike Brown lista este corpo celeste em sua página na internet como um candidato a possível planeta anão.

## Descoberta
2004 HD79 foi descoberto no dia 22 de abril de 2004 pelo astrônomo B. Gladman.

## Órbita
A órbita de 2004 HD79 tem uma excentricidade de 0,029 e possui um semieixo maior de 46,030 UA. O seu periélio leva o mesmo a uma distância de 44,706 UA em relação ao Sol e seu afélio a 47,355 UA.